# La Sanie des siècles - Panégyrique de la dégénérescence
Albums de Peste Noire
Folkfuck Folie
La Sanie des siècles - Panégyrique de la dégénérescence est le premier album longue durée du groupe de black metal français Peste Noire.
Le gros de l'album est basé sur des compositions qui apparaissaient déjà sur les démos de Peste Noire. Tous les morceaux de La Sanie des siècles - Panégyrique de la dégénérescence ont été composés par La sale Famine de Valfunde. L'album a été produit au studio Rosenkrantz, responsable également de la production des premiers albums de Mortifera, Celestia et Alcest. L'album a été limité à 2 000 copies lors de sa première édition. En 2008, il a été pressé à nouveau par Transcendental Creations. Une version vinyle limitée de l'album a été coproduite en août 2009 par les labels De Profundis et Ahdistuksen Aihio Productions.

## Liste des morceaux
| No | Titre                                            | Durée |
| -- | ------------------------------------------------ | ----- |
| 1. | Nous sommes fanés                                | 2:18  |
| 2. | Le Mort joyeux (Charles Baudelaire)              | 4:40  |
| 3. | Laus Tibi Domine                                 | 6:57  |
| 4. | Spleen (Charles Baudelaire)                      | 5:47  |
| 5. | Phalènes et Pestilence - Salvatrice Averse       | 11:46 |
| 6. | Retour de flamme (Hooligan Black Metal)          | 4:18  |
| 7. | Dueil angoisseus (Christine de Pisan, 1362-1431) | 7:02  |
| 8. | Des médecins malades et des saints séquestrés    | 9:09  |

## Membres du groupe
- La Sale Famine de Valfunde : guitares, voix, basse
- Indria : basse
- Winterhalter : batterie

- Neige : orgue sur « Phalènes et pestilence - Salvatrice averse », voix sur « Dueil angoisseus », batterie sur « Des médecins malades et des saints séquestrés » et « Nous sommes fanés » issus d'une démo préalable.

## Annexe